# Storflotjärnen (Laxsjö socken, Jämtland)
Storflotjärnen är en sjö i Krokoms kommun i Jämtland och ingår i Indalsälvens huvudavrinningsområde. Storflotjärnen ligger i Kullflon-Nyflon Natura 2000-område.